# 1686 en philosophie
Chronologie de la philosophie
- 1682
- 1683
- 1684
- 1685
- 1686
- 1687
- 1688
- 1689
- 1690

L’année 1686 a été marquée, en philosophie, par les événements suivants :

## Publications
- Pierre Bayle :  
  - De la tolérance, 1686.
  - Commentaire philosophique sur ces paroles de Jésus-Christ : « Contrains-les d’entrer », 1686.

- Claude Frassen :  Philosophia academica, quam ex selectissimis Aristotelis et Doctoris subtilis Scoti rationibus ac sententiis, Tolosae : ex off. G. L. Colomerii et H. Posüel, 1686[1]

- Gottfried Wilhelm Leibniz : 
  - Recherches générales sur l'analyse des notions et des vérités;
  - Brevis demonstratio erroris memorabilis Cartesii;
  - Discours de métaphysique;
  - De Geometria Recondita et analysi indivisibilium atque infinitorum.